# Lithacodia mysteriosa
Lithacodia mysteriosa är en fjärilsart som beskrevs av Emilio Berio 1954. Lithacodia mysteriosa ingår i släktet Lithacodia och familjen nattflyn. Inga underarter finns listade i Catalogue of Life.